# Ялиця сибірська

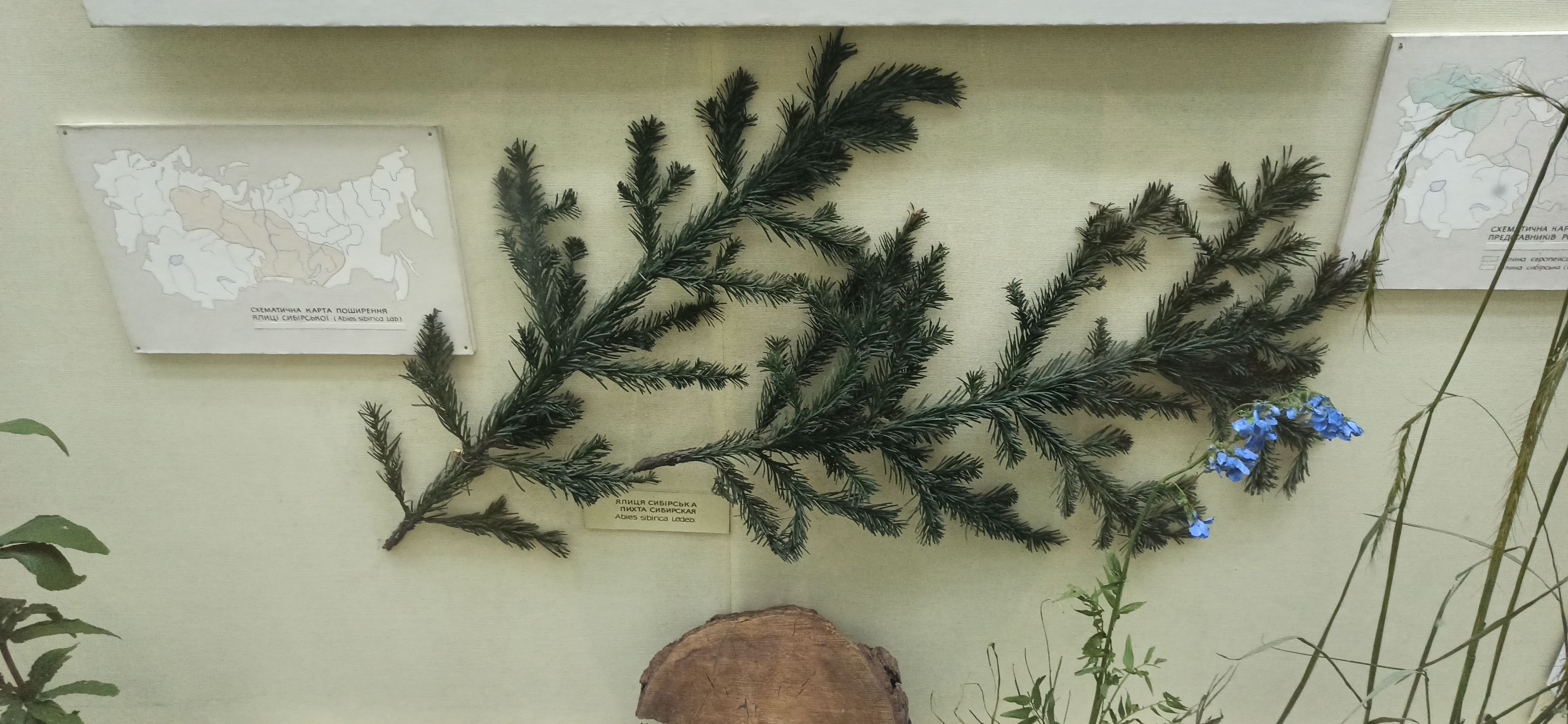
Гілка ялиці сибірської в експозиції ННПМ НАНУ

Ялиця сибірська (Abies sibirica) — хвойне дерево родини соснових (Pinaceae). Росте в соснових, модринових, змішаних і особливо в ялинових лісах і рідколіссях. Іноді утворює чисті гаї. У природі зустрічається на схід від Волги та на південь від 67°40' пн.ш. у Сибіру, Середній Азії, Монголії, північному Китаї.